# Simulium semushini
Simulium semushini es una especie de insecto del género Simulium, familia Simuliidae, orden Diptera.
Fue descrita científicamente por Usova & Zinchenko, 1992.